# Верхньоволзька культура
Верхньоволзька культура — археологічна культура ранньої новокам'яної доби у горішньому Надволжі та Волзько-Окському міжріччі.
Тривала у 5150-3750 роках до н. е..

## Дослідження
Виділена Д. А. Крайновим у 1972 році по результатам розкопки стоянки Іванівське-3в у Ярославській області. Культура досліджувалася у 1970-ті-1990-ті роки археологами Н. Н. Гуриною, І. К. Цветковою, В. В. Сидоровим на стоянках Торговище-2, Шадрине-4, Олексіївське-1, Язикове-1 та Сахтиш-1,-2,-7.
Верхньоволзька культура була поширена у Ярославській, Московській, Тверській, Івановській та ряді інших областей.
Сформувалася на основі бутівської культури середньокам'яної доби.
Льяловська культура є наступною після верхньоволзької культури.

## Поселення й житла
Стоянки культури розташовані на підвішених берегах озер та річок. Їх площа у порівнянні зі стоянками інших культур невелика, також невеликим є культурний шар стоянок.
Житла — округлі напівземлянки та курені відносно невеликих розмірів (3×4 м та 3×3,5 м), заглиблені у землю на 40-50 см, з вогнищами усередині.
Основа господарства верхньоволзької культури було полювання, рибальство і збиральництво.
Релігійні предмети верхневолзкої культури є глиняними орнаментованими дисками розміром від 6 до 0,75 см, товщиною 8-12 мм. На стоянці Сахтиш-7 був знайдений орнаментований диск із зображенням голови оленя у центрі.

## Поділ
Поділяють на 3 місцеві варіанти.
Виділяють 3 етапи:
- 1-ий етап, характеризується керамікою поперечиково-наколовим візерунком;
- 2-ий етап, псевдо-шнуровий, викресленими й короткозубчатим візерунком по всій посудині;
- 3-ій етап — ямки і довгозубчатий візерунок.

## Вироби

### Гончарні
Культура відрізняється різноманітністю форм кераміки. Керамічні посудини зустрічаються як плоскодонні, так й з гострим, або скругленим дном. Стінки посудин опуклі, обідець загнутий усередину, або прямий; поверхня, як правило глянсована. Орнамент завдано зубчастим штампом, паличкою й гребінчастим штампом.

### Кам'яні
Знаряддя на вкладнях, що мали дерев'яні ручки, зроблені на пластинах. Наконечники стріл і дротиків відрізняються різноманітністю форм, що говорить про різноманітність звіра, на якого полювали верхньоволжці. Більшість наконечників мають верболистоподібну й черешкову. Поширені невеликі крем'яні сокирки й тесла овальної форми для обробки дерева. Крем'яні кінцеві скребки, струги, проколки, кутові різці, вкладні. Для обробки зберігаються технології середньокам'яної доби.
Невеликі камені з геометричним орнаментом, у тому числі чуринги.

### Кістяні
Кістяні голкоподібні й пір'яподібні стріли з потовщенням в середині;, гарпуни зазвичай з одним рядом зубців; кинджали, гачки та інші.
З прикрас підвіски із зубів бобра й лося.